# Kunčice nad Labem
Kunčice nad Labem, bis 1990 Kunčice (deutsch Pelsdorf) ist eine Gemeinde in Tschechien. Sie liegt fünf Kilometer südlich von Vrchlabí und gehört zum Okres Trutnov.

## Geographie
Kunčice nad Labem erstreckt sich im Riesengebirgsvorland am linken Ufer der Elbe, in die hier die Bäche Sovinka und Vápenický potok einmünden. Nördlich erhebt sich die Hůrka (492 m), im Nordosten der Okrouhlík (468 m), östlich der Čihadlo (525 m) und die Šance (462 m), im Südosten der Na Lánech (470 m) sowie westlich der Fejfarův vrch (493 m). Am nördlichen Ortsrand verläuft die Bahnstrecke Velký Osek–Trutnov, von der am Bahnhof Kunčice nad Labem, die Strecke Kunčice nad Labem–Vrchlabí abzweigt. Von den Kalkbrüchen Černý Důl führt über Kovársko, die Malá Sněžka (499 m) und Malý Lánov eine 8,25 km lange Lastseilbahn zum Baustoffwerk Kunčice nad Labem.
Nachbarorte sind Podhůří im Norden, Dolní Lánov im Notosten, Malý Lánov im Osten, Prosečné, Klášterská Lhota und Záseky im Südosten, Prašivka, Na Hrádku, Horní Kalná, Příčnice und Na Močidle im Süden, Zálesní Lhota im Südwesten, Bakov und Martinice v Krkonoších im Westen sowie Dolní Branná im Nordwesten.

## Geschichte
Im 12. Jahrhundert führte an der Stelle des Dorfes eine alte Wegefurt, die kalenská příčnice, durch die Elbe. Es wird angenommen, dass Kunčice in den 1260er Jahren durch das unterhalb von Klášterská Lhota befindliche Benediktinerkloster Heinrichsau gegründet wurde und sich sein Name von der Schutzherrin des Klosters, Königin Kunigunde herleitet. Bis ins 15. Jahrhundert gehörte Kunčice zu den Gütern der Propstei Wrchlab, die zu Beginn der Hussitenkriege erlosch. Wahrscheinlich wurde das Kloster bereits 1421 durch die Besitzer der benachbarten Herrschaft Arnau, die Brüder Johann und Hynek Kruschina von Lichtenburg zerstört, ältere Quellen geben eine Zerstörung durch Jan Žižka im Jahre 1424 an. 1436 erhielt Hynek Kruschina von Lichtenburg die Güter der Propstei Wrchlab, darunter auch Kunczice als Pfandbesitz. Dieses Pfand ging 1466 an die Brüder Hynek und Jindřich von Waldstein über, die es an ihre Herrschaft Štěpanice anschlossen. Später kam das Dorf zur Herrschaft Hohenelbe. Im Jahre 1518 ist erstmals der Name Pelßdorf überliefert, der von dem Familiennamen Pelz hergeleitet wird. Vermutlich erfolgte in jener Zeit eine Nachkolonisation durch deutsche Siedler. Eine anderweitige Entstehung dieses Namens liefert eine Legende, die sich auch im Ortswappen widerspiegelt. 1523 wurde das Dorf als Kunticze ginak Pelczdorff bezeichnet. Aus dem Jahre 1537 ist eine Feste Kunczicze überliefert. Weitere Namensformen waren Perlsdorff (1559), Pelzdorf (1588), Perlsdorf (1637), Pelstorff (1644) und Pelßdorff (1776). Um 1600 ließ Franz Matzel eine Papiermühle anlegen. Im 18. Jahrhundert verbreitete sich die Heimweberei als Nebenerwerbsquelle. Der Schulunterricht wurde 1760 in angemieteten Räumen aufgenommen. Im Jahre 1790 bestand Pelsdorf als 63 Häusern. 1813 bezog die Schule ein eigenes Schulhaus. Im Jahre 1834 bestand Pelzdorf / Kunčice aus 61 Häusern und hatte 381 Einwohner. Im Ort bestanden zu dieser Zeit eine Mühle, eine Brettsäge und die Papiermühle der privilegierten Papierfabrik von Gabriel Ettel aus Hohenelbe. Bis zur Mitte des 19. Jahrhunderts blieb das Dorf immer nach Hohenelbe untertänig.
Nach der Aufhebung der Patrimonialherrschaften bildete Pelsdorf / Kunčice ab 1850 eine Gemeinde im Gerichtsbezirk Hohenelbe bzw. im Bezirk Hohenelbe. Zu dieser Zeit entstand eine Holzschleiferei. Mit der aufkommenden Industrialisierung erlosch im 19. Jahrhundert die Heimweberei. Zwischen 1870 und 1871 nahm die Österreichische Nordwestbahn die Eisenbahnstrecken von Parschnitz nach Groß Wossek und die hier abzweigende Nebenbahn nach Hohenelbe in Betrieb. 1886 wurde ein neues Schulhaus eingeweiht. Die Freiwillige Feuerwehr bildete sich 1893. Nach der Gründung der Tschechoslowakei wuchs die tschechische Minderheit im Ort stark an. Im Jahre 1930 hatte die Gemeinde 686 Einwohner, davon waren 554 Deutsche und 128 Tschechen. Infolge des Münchner Abkommens wurde Pelsdorf 1938 dem Deutschen Reich angeschlossen und gehörte bis 1945 zum Landkreis Hohenelbe. 1939 lebten in Pelsdorf 610 Menschen. Nach dem Zweiten Weltkrieg kam der Ort zur Tschechoslowakei zurück und die deutsche Bevölkerung wurde vertrieben. 1968 ließen die České cementárny a vápenice (CEVA) bei Kunčice ein modernes Kalkwerk errichten. Nach der Aufhebung des Okres Vrchlabí wurde Kunčice mit Beginn des Jahres 1961 dem Okres Trutnov zugeordnet. Seit dem 18. Dezember 1990 führt die Gemeinde den amtlichen Namen Kunčice nad Labem. 1991 wurde das Kalkwerk als Krkonošské vápenky Kunčice, a.s. privatisiert; die Kalkproduktion wurde 1997 eingestellt, seitdem werden Mörtel- und Putzmischungen produziert.
Am unteren Ortsausgang befindet sich am Fuße der Šance das Betriebsgelände der Krkonošské vápenky Kunčice a.s. Am historischen Kipper endet eine Seilbahn zur Anlieferung von Kalkstein aus den Kalkbrüchen westlich von Černý Důl.

## Wappen
Das Gemeindewappen geht auf eine Legende zurück, nach der in dem Ort Pelzjäger gelebt haben sollen. Eines Morgens sahen diese einen leibhaftigen Bären. Sie erblickten darin die Chance ihres Lebens und erlegten das Tier – sehr zum Verdruss des Bärenführers, dem es entlaufen war.

## Ortsgliederung
Für die Gemeinde Kunčice nad Labem sind keine Ortsteile ausgewiesen.

## Sehenswürdigkeiten

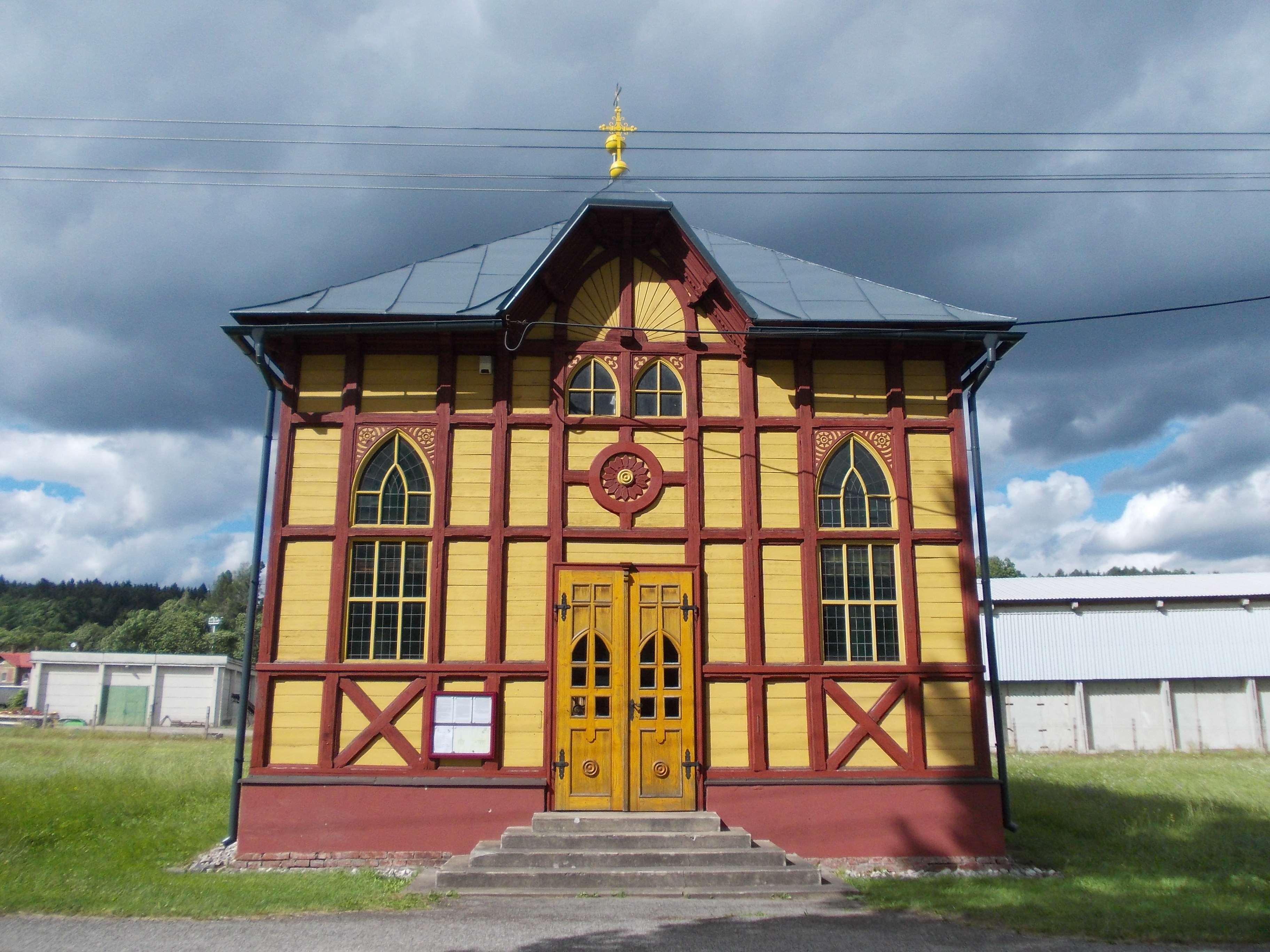
Kapelle der Jungfrau Maria

- Kapelle der Jungfrau Maria, sie entstand 1847 durch eine Spende des Verwalters der Herrschaft Hohenelbe, Jan Křikava. Da sie sich bald als zu klein erwies, erfolgte 1906 nach dem Vorbild der Kapelle in Klášterská Lhota der Anbau eines Fachwerkschiffes.

## Im Ort geborene Persönlichkeiten
- Erhard Schreier (* 8. Januar 1934), deutscher Gebrauchsgrafiker und Illustrator